# Атасу (Байдалы бийский сельский округ)
Атасу (каз. Атасу) — село в Жанааркинском район и Улытауской области область Казахстана. Административный центр Байдалы бийского сельского округа. Находится примерно в 17 км к западу-юго-западу (WSW) от посёлка Жанаарка, административного центра района. Код КАТО — 354449100

## Население
В 1999 году население села составляло 1037 человек (605 мужчин и 432 женщины). По данным переписи 2009 года в селе проживало 887 человек (461 мужчина и 426 женщин).